# Theo Janssen
Theo Janssen (Arnhem, 27 luglio 1981) è un dirigente sportivo, allenatore di calcio ed ex calciatore olandese, di ruolo centrocampista, consulente strategico del Vitesse e tecnico del De Treffers.

## Caratteristiche tecniche
Nel 2001 è stato inserito nella lista dei migliori calciatori stilata da Don Balón.
Giocare tutto genio e sregolatezza, centrocampista centrale, regista, dal sinistro magico (abilissimo calciatore di punizioni) ma con il vizio del fumo e del bere. Proprio la sua abitudine ad alzare il gomito lo ha portato, nel 2009, a rischiare seriamente la vita. Theo, infatti, rimase coinvolto in un incidente d'auto, causato proprio dall'abuso etilico, nella notte dopo la vittoria contro il Vitesse. Nell'incidente, Janssen si è rotto il naso ed ha riportato numerose contusioni ed abrasioni, ma Kevin Moeliker, ex portiere dei Go Ahead Eagles, uno degli altri tre passeggeri che si trovavano nell'auto, ha avuto la peggio, finendo in coma. Theo, punito dal Twente con una sospensione di due mesi, da quel momento sembra essere cambiato. "Fatico a convivere con il senso di colpa", ha dichiarato di recente il giocatore a proposito dell'incidente.

## Carriera

### Club
Debuttò con la maglia del Vitesse il 12 dicembre 1998 militandovi ininterrottamente fino al 2008, eccezion fatta per una parte della stagione 2003-2004 passata in prestito dai belgi del Genk. Ad aprile 2008 ha firmato un contratto con il Twente. Grazie anche alle sue prestazioni il Twente vince la prima Eredivisie della sua storia e si qualifica ai gironi di Champions League. Alla prima partita del torneo continentale gli olandesi devono ospitare i Campioni d'Europa in carica dell'Inter, e riescono a strappare un prezioso 2-2 grazie all'ottima partita di Janssen che prima mette un gioiello su punizione e dopo esser andato vicino al gol con un altro tiro libero, calcia un angolo tagliato in area che deviato involontariamente da Diego Milito entra in porta.
L'8 maggio 2011 vince la Coppa d'Olanda dopo aver segnato il gol del momentaneo pareggio per 2-2 contro l'Ajax; la partita finirà con la vittorie per 3-2 dopo i tempi supplementari.
Al termine della stagione 2010-2011 viene acquistato dai campioni d'Olanda in carica dell'Ajax per una cifra vicina ai 3 milioni di euro, per un contratto biennale. Il 30 luglio seguente perde, indossando addirittura la fascia da capitano, la Supercoppa d`Olanda proprio contro il Twente per 2-1.
Il 7 agosto segna il suo primo gol in gare ufficiali con la maglia dei lancieri nella vittoria esterna per 4-1 contro il De Graafschap.
Il 2 maggio 2012 vince la sua prima Eredivisie con l'Ajax concludendo la stagione con 38 presenze e 8 gol totali.
Segna il suo primo gol nella stagione 2012-2013 il 19 agosto alla seconda giornata di campionato nel 1-6 esterno al NEC Nijmegen.
Esattamente dieci giorni dopo il giocatore lascia l'Ajax per ritornare al Vitesse per 550.000 euro firmando un contratto triennale. Fa il suo esordio il 2 settembre nella vittoria per 1-0 contro il Feyenoord venendo acclamato dai tifosi. Al termine della stagione si ritira dal calcio giocato.

### Nazionale
Con l'Paesi Bassi debuttò il 16 agosto 2006 contro l'Irlanda; in 5 anni gioca 5 partite.

### Dopo il ritiro
Dopo il ritiro diventa osservatore del Vitesse. Nel 2016 diventa il vice di John Lammers allo Jong Vitesse. Dopo qualche altra esperienza negli staff del settore giovanile, nel 2019 diventa allenatore dell’Under-19 e l’anno seguente passa all’Under-18 mentre nel 2022-2023 è il vice in prima squadra. Nel 2021, oltre ad essere opinionista delle partite dell’Europeo negli studi di NOS, diventa talent manager e rappresentante del club di Arnhem. Successivamente sarà opinionista anche sulle reti RTL e Ziggo Sport. Nel corso del 2024 allena l'Under 21 del Vitesse per poi diventare responsabile dell'area scouting.

## Statistiche

### Cronologia presenze e reti in nazionale
| Cronologia completa delle presenze e delle reti in nazionale ― Paesi Bassi | Cronologia completa delle presenze e delle reti in nazionale ― Paesi Bassi | Cronologia completa delle presenze e delle reti in nazionale ― Paesi Bassi | Cronologia completa delle presenze e delle reti in nazionale ― Paesi Bassi | Cronologia completa delle presenze e delle reti in nazionale ― Paesi Bassi | Cronologia completa delle presenze e delle reti in nazionale ― Paesi Bassi | Cronologia completa delle presenze e delle reti in nazionale ― Paesi Bassi | Cronologia completa delle presenze e delle reti in nazionale ― Paesi Bassi |
| Data                                                                       | Città                                                                      | In casa                                                                    | Risultato                                                                  | Ospiti                                                                     | Competizione                                                               | Reti                                                                       | Note                                                                       |
| -------------------------------------------------------------------------- | -------------------------------------------------------------------------- | -------------------------------------------------------------------------- | -------------------------------------------------------------------------- | -------------------------------------------------------------------------- | -------------------------------------------------------------------------- | -------------------------------------------------------------------------- | -------------------------------------------------------------------------- |
| 16-8-2006                                                                  | Dublino                                                                    | Irlanda                                                                    | 0 – 4                                                                      | Paesi Bassi                                                                | Amichevole                                                                 | -                                                                          | 83’                                                                        |
| 2-9-2006                                                                   | Lussemburgo                                                                | Lussemburgo                                                                | 0 – 1                                                                      | Paesi Bassi                                                                | Qual. Euro 2008                                                            | -                                                                          |                                                                            |
| 11-8-2010                                                                  | Donec'k                                                                    | Ucraina                                                                    | 1 – 1                                                                      | Paesi Bassi                                                                | Amichevole                                                                 | -                                                                          |                                                                            |
| 17-11-2010                                                                 | Amsterdam                                                                  | Paesi Bassi                                                                | 1 – 0                                                                      | Turchia                                                                    | Amichevole                                                                 | -                                                                          | 46’                                                                        |
| 9-2-2011                                                                   | Eindhoven                                                                  | Paesi Bassi                                                                | 3 – 1                                                                      | Austria                                                                    | Amichevole                                                                 | -                                                                          | 71’                                                                        |
| Totale                                                                     |                                                                            | Presenze                                                                   | 5                                                                          |                                                                            | Reti                                                                       | 0                                                                          |                                                                            |

## Palmarès

### Club
- Campionato olandese: 2

Twente: 2009-2010
Ajax: 2011-2012
- Supercoppa dei Paesi Bassi: 1

Twente: 2010
- Coppa dei Paesi Bassi: 1

Twente: 2010-2011

### Individuale
- Calciatore olandese dell'anno: 1

2011